# Vladislav Hodasevici
Vladislav Felițianovici Hodasevici (în rusă Владислав Фелицианович Ходасевич) (1886-1939) a fost un poet și critic literar rus care, după revoluție, a fost președintele asociației scriitorilor ruși din exil.